# متلازمة فانكوني
متلازمة فانكوني هوَ عبارة عن مرض يصيب الأنابيب الملتوية القريبة في كلى الإنسان ؛ حيث لا يتم امتصاص كلا من الجلوكوز، ومجموعة الفوسفات، والأحماض الأمينية، وحمض اليوريك، و مجموعة كربونات الهيدروجين، و إنما تتسرب هذه المجموعات إلى البول. تؤثر متلازمة فانكوني على الأنابيب الملتوية القريبة ؛ والتي تعد الجزء الأول من الوحدات الأنبوبية الكلوية وتعمل على ترشيح البلازما ومن ثم معالجته عن طريق كبة الوحدة الأنبوبية الكلوية. قد يصاب الإنسان بهذا المرض بسبب وجود عامل وراثي أو التعرض لمعادن ثقيلة أو لبعض الأدوية.
لهذه المتلازمة أشكال عديدة قد تؤثر سلبا على واحدة أو أكثر من وظائف الأنابيب القريبة، وبالنهاية يتنج عن ذلك مضاعفات عدة. ففقدان كربونات الهيدروجين ينتج عنه حموضة في الأنابيب القريبة ( النوع الثاني ).
و فقدان مجموعة الفوسفات ينتج عنه مرض في العظام وهو مرض الكساح ( يحصل هذا المرض حتى بوجود كمية كافية من فيتامين (د ) والكالسيوم ) ؛ لأن مجموعة الفوسفات ضرورية لنمو العظم.

## سبب التسمية
سميت هذه المتلازمة بهذا الاسم نسبة لدكتور الأطفال السويسري جويدو فانكوني Guido Fanconi. بالرغم من أن فانكوني نفسه لم يُعرّف هذه الظاهرة كمتلازمة ؛ إلا أنه عادة ما يُسمى المرض نسبة للشخص الذي يُميِّز ويُسجل الأعراض التي تحصل معاً.
يشبه ذلك ما حصل في متلازمة جودباستشر Goodpasture's syndrom.

## أعراض المتلازمة
إن الأعراض المميزة لحموضة الأنابيب القريبة هي :
- كثرة التبول، وكثرة العطش، والجفاف.
- تَليُّن العظام، وكساح الأطفال.
- بطء النمو.
- حموضة
- نقص البوتاسيوم
- ارتفاع مستوى الكلور

وهناك أعراض أخرى للمتلازمة :
- نقص الفوسفات / بول مشبع بالفوسفات
- بول مشبع بالسكر
- بول مشبع بالبروتين
- فرط في التبول.

## المسببات
بالمقارنة مع أمراض أخرى تُصيب الكلية، نرى أن متلازمة فانكوني تؤثر على انتقال المواد المختلفة ؛ و لا تسبب خللا في قناة كلوية معينة، إنما تؤثر على وظيفة الأنابيب الملتوية القريبة
العديد من الأمراض تندرج تحت هذه المتلازمة، والتي يمكن أن تنقل وراثياً، أو أن تكون خَلقية منذ الولادة، أو مكتسبة.

## أمراض موروثة
الداء السيستيني هو أهم مسبب لمتلازمة فانكوني عند الأطفال.
أيضا من المسببات المعروفة داء ويلسون ( هو عبارة عن حالة جينية وراثية من خلل في عمليات أيض النحاس )، متلازمة لوي، فرط في التيروسين ( نوع 1) ، فرط في الجالاكتوز، أمراض في تخزين الجلوكوز، والحساسية المفرطة من الفركتوز الوراثي.
بالإضافة إلى نوعين من الأمراض المرتبطة بالجنس، مرض دنت ومتلازمة لوي.

## أمراض مكتسبة
من الممكن اكتساب متلازمة فانكوني لاحقا في حياة الشخص.
ومن الأسباب المكتسبة للمتلازمة تناول التتراسكلين ( مضادات حيوية ) المنتهية الصلاحية، وفي حال وجود مرض سابق في الكلية قد يسبب التينوفوفير ( مضاد فيروس ) هذه المتلازمة كأثر جانبي. أما الأشخاص المصابون في مرض نقص المناعة المكتسبة (HIV )] فأن متلازمة فانكوني قد تظهر كمسبب ثانوي لاتباع نظام الأدوية الذي يحتوي على مضادات الفيروسات تينوفوفير و الديدانوزين. و التسمم بالرصاص أيضا يعتبر مسببا للمتلازمة.
المايلوما المتعددة، أو خلل في تركيب الغلوبولينات المناعية ( من نسل واحد غير محددة التأثير ) قد يكونان من أسباب الأصابة بالمتلازمة.

## التَشخيص
يَعتمد تشخيص المُتلازمة عَلى العَلامات والأَعراض الظاهِرة وَيتم التأكد من خلال نَتائح الفَحص المِخبري للبَول الذي يكشف عن ارتِفاع تركيز المُركبات التالِية :
1. الغلوكوز.
2. البوتاسيوم.
3. الكالسيوم.
4. الصوديوم.
5. الأَحماض الأمينية.
6. حمض اليوريك.
7. المغنيسيوم.
8. الفُسفور.

## العِلاج
َقد يشمل عِلاج المُتلازمة السَيطرة على العامِل المُسبب لها عن طَريق:
1. العَقاقير الدَوائية لِخفض مُستوى السيستامين عند الإِصابة بِالداء السِيستيني.
2. العَقاقير الدَوائية لِعلاج داء ويلسون.
3. العَقاقير الدَوائية المُضادة لِحموضة الدَم المُفرطة.
4. العَقاقير الدَوائية لِلتَخلص من السُموم والمَعادن الثَقيلة.

وفي بَعض الحالات قَد يَخضع المُصاب بِمتلازمة فانكوني لِزِراعة الكلية في حال فَشل الكلية.
العلاج الرئيسي لمتلازمة فانكوني عند الأاطفال هو تعويض المواد المفقودة في البول ( السوائل وكربونات الهيدروجين بشكل رئيسي )

## الأدوية
يوصى مُعظم الأطباء بالأدوية التالية:
1. سيستي أمين (Cysteamine).
2. بينسيلامين-د (D-penicillamine).
3. هيدروكلورايد تراينتين (Trientine hydrocholride).
4. نيتيسينون (Nitisinone).

## الوِقاية
يُوصى بِضرورة الالتزام بِالنظام الغِذائي المُناسب لِكل من الاضطرابات الجينية المُتسببة في مُتلازمة فانكوني بِدءاً مِن مَرحلة الطُفولة، كَما يُوصى بتجنب التَعرض للمَعادن الثقيلة والسُموم المُسببة للمتلازمة ذاتِها.
انظر أيضا
مرض الأنابيب الكلوية في الحيوانات لمتلازمة فانكوني في البازنجي ( سلالة من كلاب الصيد ).